# Itaipusa similis
Itaipusa similis är en plattmaskart som först beskrevs av Brunet 1972, och fick sitt nu gällande namn av Tor Karling 1978. Itaipusa similis ingår i släktet Itaipusa och familjen Koinocystididae. Inga underarter finns listade i Catalogue of Life.